# Freeburg (Pennsylvania)
Freeburg is een plaats (borough) in de Amerikaanse staat Pennsylvania, en valt bestuurlijk gezien onder Snyder County.

## Demografie
In 2006 werd het aantal inwoners door het United States Census Bureau geschat op 589. een stijging van 5 (0,9%)

## Geografie
Volgens het United States Census Bureau beslaat de plaats een oppervlakte van
0,7 km², geheel bestaande uit land. Freeburg ligt op ongeveer 147. m boven zeeniveau
Ongeveer 8 kilometer naar het oosten ligt de rivier de Susquehanna.

## Plaatsen in de nabije omgeving
De onderstaande figuur toont nabijgelegen plaatsen in een straal van 12 km rond Freeburg.